# Џорџтаун (Луизијана)
Џорџтаун (енгл. Georgetown) град је у америчкој савезној држави Луизијана.

## Демографија
По попису из 2010. године број становника је 327, што је 26 (8,6%) становника више него 2000. године.
| Група             | 2000.       | 2010.       |
| Белци             | 298 (99,0%) | 310 (94,8%) |
| Афроамериканци    | 0 (0,0%)    | 1 (0,3%)    |
| Азијати           | 0 (0,0%)    | 0 (0,0%)    |
| Хиспаноамериканци | 3 (1,0%)    | 5 (1,5%)    |
| Укупно            | 301         | 327         |